# Collomia wilkenii
Collomia wilkenii là một loài thực vật có hoa trong họ Polemoniaceae. Loài này được L.A.Johnson & R.L.Johnson mô tả khoa học đầu tiên năm 2006.